# Tadzjikiska SSR
Tadzjikiska socialistiska sovjetrepubliken, förkortat Tadzjikiska SSR, var Tadzjikistan namn som Sovjetrepublik och en av Sovjetunionens 15 republiker 1929-1991. Tadzjikiska SSR bildades genom Tadzjikiska ASSR och Uzbekiska SSR 1929.

## Historia
Under forntiden ingick Tadzjikistan i Sogdiana och Baktrien, tillhörde Medien och Persien, senare Alexander den stores rike. Under 700-talet erövrades Tadzjikistan av araberna, 1220—23 av mongolerna; 1370 kom det under Timurs välde och upplevde då en kulturell blomstringstid. Under 1500-talet underkuvades Tadzjikistan av uzbekerna och bildade en del av kanatet Buchara, anslöts 1868 till Ryssland, blev den 14 oktober 1924 autonom republik inom Uzbekiska SSR med namnet Tadzjikiska ASSR och ombildades 5 december 1929 till sovjetrepublik med namnet Tadzjikiska SSR.
I folkomröstningen 1991 röstade 96,85 procent i republiken för att behålla unionen.[källa behövs]

## Geografi
Tadzjikiska SSR utgjorde den i sydöstra delen av asiatiska Sovjetunionen, mellan Uzbekiska SSR, Kirgiziska SSR, Afghanistan och Kina. 1939 hade republiken 1 485 100 invånare, därav 60 procent tadzjiker, 24 procent uzbeker, samtliga sunnimuslimer.
Den östra delen, som bildar Gorno-Badachsjanska autonoma området, omfattade Pamir med Sovjetunionens högsta topp Pik Stalina (7 495 m); den västra delen bestod av Altajbergens fortsättning, samt av ett lågland i Amu Darjas utvidgade dalar; den norra delen genomflöts av Syr Darja.

## Näringsliv
1942 uppgick den odlade arealen till 914 000 ha, varav spannmål Upptog 668 000 och bomull 173 000 ha. Boskapsstocken bestod av c:a 2 miljoner får (karakulfår) och getter samt 500 000 hornkreatur. Av fyndigheterna förekom guld, stenkol, petroleum, svavel och sällsynta metaller (volfram, tenn).
I den under sovjettiden utvecklade industrin dominerade bearbetning av jordbruksråvaror (bomull, silke, läder, livsmedel); textilindustrin utgör 60 procent av hela produktionen. På grund av de bergiga terrängförhållandena fanns endast ett fåtal järnvägar, delvis smalspåriga, men däremot flera bilvägar (c:a 3 000 km) samt lufttrafik. Under tsartiden var 99,5 procent av befolkningen analfabeter, under sovjettiden fick Tadzjikisatn ett universiet i Stalinabad, sju högre läroanstalter och sedan 1932 en av vetenskapsakademi med filialer med flera forskningsstationer. 